# VV SVI
VV SVI is een amateurvoetbalvereniging uit Zwolle, Overijssel, Nederland.

## Algemeen
De vereniging werd op 1 september 1952 opgericht. In 1954 werd de vereniging als SVI (Sport Vereniging Ittersum) een omnivereniging met de start van een volleybalafdeling. Na 1974, met het betrekken van een nieuwe accommodatie, volgden nog afdelingen voor badminton, basketbal, gymnastiek, tafeltennis, tennis en wandelsport (korststondig). In 1978 volgde rugby als laatste, en in 1982 ging deze afdeling volledig over naar ZAC. In 1983 volgde een ontbinding van de omnivereniging en gingen alle afdelingen zelfstandig verder. De voetbalafdeling als “voetbalvereniging SVI”.
Accommodatie
De thuiswedstrijden worden op “Sportpark De Siggels”, gelegen in de wijk Ittersummerbroek, gespeeld.
De club begon te voetballen op een terrein achter Zandhove. In 1956 werd er op een nieuw terrein gespeeld aan de Nieuwe Deventerweg, een tijdelijk onderkomen omdat deze locatie moest wijken voor woningbouw. In 1959 verhuisde SVI naar een terrein aan de IJsseldijk. In 1963 werd er op een veld aan de Van Houtenlaan gespeeld, hier waren nog geen kleedkamers en buurtbewoners stelden hun garageruimtes ter beschikking. In 1964 volgde de opening van een clubgebouw met kleedkamers en een kantine. In 1974 wordt de huidige accommodatie betrokken, in 2002 gevolgd met de aanleg van een kunstgrasveld.

## Standaardelftal
Het standaardelftal speelt in het seizoen 2020/21 in de Eerste klasse zaterdag van het KNVB-district Oost.

### Erelijst
kampioen Derde klasse: 2014
kampioen Vierde klasse: 1970, 1998
kampioen 1e klasse Afdeling Zwolle: 1962, 1985
kampioen 2e klasse Afdeling Zwolle: 1956
kampioen 3e klasse Afdeling Zwolle: 1954

### Competitieresultaten 1963–2020
| 3 4B |

| 1 4B |

| 9 4B |

| 9 4B |

| 6 4B |

| 6 4B |

| 10 4B |

| 1 4B |

| 7 3B |

| 11 3B |

| 11 4B |

|  |

|  |

|  |

|  |

|  |

|  |

|  |

|  |

|  |

|  |

|  |

|  |

| 5 4B |

| 2 4B |

| 3 4B |

| 7 4B |

| 11 4C |

|  |

|  |

|  |

|  |

|  |

|  |

| 3 4D |

| 1 4D |

| 5 3C |

| 3 3C |

| 8 2J |

| 3 3C |

| 6 3C |

| 3 3C |

| 1 3C |

| 6 2J |

| 9 2J |

| 3 2H |

| 9 2H |

| 11 2H |

| 13 2H |

| 5 3C |

| 5 3C |

| 1 3C |

| 9 2H |

| 12 2H |

| 2 3C |

| 11 2H |

| 3 2H |

| -- 1E |

| - 1D |

2005: in de beslissende halve competitie om het klassekampioenschap in zaterdag 3C werd op 23 mei de uitwedstrijd tegen VV Den Ham met 2-0 gewonnen en werd de thuiswedstrijd op 26 mei tegen KHC met 0-3 verloren. De titel ging naar KHC.
| Eerste klasse | Tweede klasse | Derde klasse | Vierde klasse |

In elke staaf van de grafiek staat van boven naar beneden vermeld: 
- Eindnotering

Dit is de positie die de club heeft bereikt in de competitie, zonder eventuele beslissings-, play-off- of nacompetitiewedstrijden die nodig zijn geweest om bijvoorbeeld de kampioen van de competitie te bepalen.
Indien een * achter het getal staat is de notering een tussenstand en kan het zijn dat de notering niet overeenkomt met de uiteindelijke eindstand van de competitie.
Staat er een - dan is het seizoen nog bezig en is er geen definitieve uitslag bekend.
Staat er xx op de positie van de notering, dan heeft de club vroegtijdig de competitie verlaten. Dit kan onder andere komen door terugtrekking van het team, faillissement van de club of door een uitgedeelde straf van de KNVB. In veel gevallen staat elders in het artikel de reden vermeld.
Staat er een ? dan is het resultaat uit het verleden onbekend, en is alleen de competitie of het niveau bekend van dat seizoen.
In de seizoenen 2019/20 en 2020/21 werd wegens de coronacrisis het amateurvoetbal afgebroken. Daardoor kennen deze staven geen eindklassering (middels -- weergegeven).
- Competitieniveau en afdelingsletter of Officiële eindstand Eredivisie
  - Competitieniveau en afdelingsletter

Hierbij geeft het getal het niveau weer, dat ook terug te vinden is in de legenda. De letter is de afdelingsaanduiding en wordt gebruikt wanneer er meer afdelingen zijn op hetzelfde niveau. De afdelingsletter is altijd een hoofdletter en wordt meestal zonder nummer gebruikt.
Voorbeeld: 2F is niveau 2e klasse competitie F.
Het competitieniveau en nummer wordt niet vermeld wanneer er slechts één competitie van dit niveau was.
  - Officiële eindstand Eredivisie (getal staat tussen haakjes vermeld)

Sinds de introductie van play-offwedstrijden voor Europees voetbal na afloop van de reguliere competitie in 2005/06, is de KNVB verplicht een eindstand van de Eredivisie door te geven aan de UEFA aan de hand van deze play-offwedstrijden.
Bij deze eindstand staan clubs die zich hebben gekwalificeerd voor Europees voetbal hoger dan clubs die zich niet wisten te kwalificeren. Indien er geen verschil was tussen de eindnotering en de officiële eindstand, staat dit getal niet vermeld.

- Onderafdeling

Hier staat afgekort de naam van de onderafdeling indien de club in dat jaar in een onderafdeling uitkwam. Tevens staat deze afkorting in de legenda en wordt gelinkt naar het artikel over deze onderafdeling. Deze afkorting wordt alleen vermeld wanneer de club in het verleden in verschillende onderafdelingen heeft gespeeld. Deze vermelding is in de staaf altijd in kleine letters. Deze onderafdelingen zijn na het seizoen 1995/96 afgeschaft. Heeft de club in slechts één onderafdeling gespeeld, dan is dit alleen terug te vinden in de legenda.
Onder de staaf staat het jaartal vermeld waarin het seizoen is afgesloten. 15 verwijst naar het seizoen 2014/15 of eventueel het seizoen 1914/15.
Wanneer een staaf leeg is, zijn deze gegevens niet bekend. Het kan ook zijn dat de club dat seizoen niet heeft meegespeeld op het hogere amateurniveau, vroegtijdig de competitie heeft verlaten of uit de competitie is gezet.

In het seizoen 1944/45 was er wegens de Tweede Wereldoorlog geen regulier competitievoetbal.

### Eindklasseringen competitie
| Seizoen | Eindklassering                     | Klasse      | Trainer                 |
| ------- | ---------------------------------- | ----------- | ----------------------- |
| 2018/19 | 3e (promotie via nacompetitie)     | 2e Klasse H | Joram Hendriks          |
| 2017/18 | 11e                                | 2e klasse H | Joram Hendriks          |
| 2016/17 | 2e (promotie via nacompetitie)     | 3e klasse C | Joram Hendriks          |
| 2015/16 | 12e (degradatie via nacompetitie)  | 2e klasse H | Stephan Rahantoknam     |
| 2014/15 | 9e                                 | 2e klasse H | Stephan Rahantoknam     |
| 2013/14 | 1e (kampioen)                      | 3e klasse C | Stephan Rahantoknam     |
| 2012/13 | 5e                                 | 3e klasse C | Stephan Rahantoknam     |
| 2011/12 | 5e                                 | 3e klasse C | Henk Nieuwenhuis        |
| 2010/11 | 13e (rechtstreekse degradatie)     | 2e klasse H | Henk Nieuwenhuis        |
| 2009/10 | 11e                                | 2e klasse H | Harry Decheiver         |
| 2008/09 | 9e                                 | 2e klasse H | Harry Decheiver         |
| 2007/08 | 3e                                 | 2e klasse H | Peter Reumer Jr         |
| 2006/07 | 9e                                 | 2e klasse J | Bert Hendriks           |
| 2005/06 | 6e                                 | 2e klasse J | Bert Hendriks           |
| 2004/05 | 1e                                 | 3e klasse C | Wiljan Mossing Holsteyn |
| 2003/04 | 3e                                 | 3e klasse C | Wiljan Mossing Holsteyn |
| 2002/03 | 6e                                 | 3e klasse C | Wiljan Mossing Holsteyn |
| 2001/02 | 3e                                 | 3e klasse C | Ton Heimerinkx          |
| 2000/01 | 8e (versterkte degradatieregeling) | 2e klasse J | Kees van Pijkeren       |
| 1999/00 | 3e (promotie via nacompetitie)     | 3e klasse C | Peter Reumer jr.        |
| 1998/99 | 5e                                 | 3e klasse C | Peter Reumer jr.        |

## Teams
SVI is anno 2017 (een van) de grootste voetbalverenigingen in Zwolle en omstreken met ongeveer 1450 leden. Deze leden zijn verdeeld over elf mannen seniorenteams, vijf O19-juniorenteams, zeven O17-juniorenteams, acht O15-juniorenteams, zeven O13-pupillenteams, tien O11-pupillenteams en tien O9-pupillenteams. Daarnaast heeft SVI teams voor vijf- en zesjarigen, de Mini's. Sinds een aantal seizoenen heeft de vereniging ook een succesvolle voetbalschool, waar jaarlijks zo'n 100 pupillen aan deelnemen.
Bij SVI is vrouwenvoetbal steeds groter aan het worden. Zowel in de O19, O17, O15 als in de O13 zijn er teams die louter bestaan uit meiden. Naast deze teams spelen ook in andere teams een aantal meisjes. Op vrijdagavond kent de vereniging twee 35/45+ groepen. Één mannengroep en een vrouwengroep. Als laatste kent de vereniging ook Futsal teams. Dit zijn zowel bij de mannen als vrouwen vier teams. Het eerste mannenteam speelt in het seizoen 2017-2018 voor het tweede jaar op rij in de Topklasse. Het tweede team speelt komend seizoen Hoofdklasse.

## Technische staf
De hoofdtrainer is sinds het seizoen 2016/17 is Joram Hendriks. Hij was als speler onder andere actief bij Be Quick '28. Nadat Hendriks zijn actieve carrière door blessureleed vroegtijdig moest beëindigen, was hij jeugdtrainer en assistent-trainer bij SVI. Hendriks heeft aangegeven na het seizoen 2019/20 te stoppen bij SVI en op zoek te gaan naar een nieuwe uitdaging. Hij is per 1 oktober 2019 ook jeugdtrainer van PEC Zwolle O16-junioren.
Roy Agten is assistent-trainer en tevens ook in het verleden actief geweest als speler van het eerste elftal van SVI.